# Wahlen in Palau 2000
Die Wahlen in Palau (General elections) wurden 2000 im pazifischen Inselstaat Palau durchgeführt um den Präsidenten und den Olbiil Era Kelulau (National Congress) zu wählen. 
Die Wahlen fanden am 7. November 2000 statt. Thomas Remengesau Jr. wurde als Präsident gewählt, Sandra Pierantozzi wurde Vizepräsidentin.

## Ergebnisse

### Präsidentschaftswahlen
Thomas Remengesau Jr. wurde mit 5.596 Stimmen (53,20 ) gewählt, sein Konkurrent Peter Sugiyama kam auf 4.922 Stimmen. Die Wahlbeteiligung (10.744 von 13.239 Stimmen) lag bei 81,15 %.

### Senat
Der Senat wurde um 5 Sitze auf 9 Sitze verkleinert.

### House of Delegates
Das House of Delegates wurde weiterhin mit 16 Sitzen gewählt.